# Togo i olympiska sommarspelen 1996
Togo deltog i de olympiska sommarspelen 1996 med en trupp bestående av fem manliga deltagare, men ingen av dessa erövrade någon medalj.

## Friidrott
Herrar
| Idrottare                                             | Gren                            | Försök   | Försök    | Kvartsfinal      | Kvartsfinal      | Semifinai        | Semifinai        | Final            | Final            |
| Idrottare                                             | Gren                            | Resultat | Placering | Resultat         | Placering        | Resultat         | Placering        | Resultat         | Placering        |
| ----------------------------------------------------- | ------------------------------- | -------- | --------- | ---------------- | ---------------- | ---------------- | ---------------- | ---------------- | ---------------- |
| Koukou Franck Amégnigan                               | Herrarnas 100 meter             | 10.51    | 5º/bat. 6 | Gick inte vidare | Gick inte vidare | Gick inte vidare | Gick inte vidare | Gick inte vidare | Gick inte vidare |
| Boevi Lawson                                          | Herrarnas 200 meter             | 20.99    | 5º/bat. 6 | Gick inte vidare | Gick inte vidare | Gick inte vidare | Gick inte vidare | Gick inte vidare | Gick inte vidare |
| Kossi Akoto                                           | Herrarnas 400 meter             | 46.94    | 6º/bat. 1 | Gick inte vidare | Gick inte vidare | Gick inte vidare | Gick inte vidare | Gick inte vidare | Gick inte vidare |
| Téko Folligan Boevi Lawson Justin Ayassou Kossi Akoto | Herrarnas 4 x 100 meter stafett | 39.56    | 4º/bat. 4 |                  |                  | Gick inte vidare | Gick inte vidare | Gick inte vidare | Gick inte vidare |